# Hoja de parra (postre)
Las hojas de parra son un postre frito típico de la Comunidad Foral de Navarra, en España, y en particular del municipio de San Adrián. Este postre consiste en una masa hecha con harina, huevo, agua de limón, anís y canela en rama, a la cual se le da una forma aplastada parecida a la hoja de la vid. Luego se fríe en abundante aceite de oliva e inmediatamente se espolvorea con azúcar. Las hojas de parra se preparan en las fiestas patronales de Santiago, el 25 de julio. Existe la Asociación de Amas de Casa de San Adrián, dedicada a la preparación, promoción y conservación de este postre. La zona donde es tradicional este postre, la Ribera navarra del Ebro, es conocida por su vitivinicultura, la cual está protegida con una denominación de origen. Sin embargo este postre no contiene hojas de parra reales, sino que reciben su nombre por similitud morfológica (a pesar de que también exista otra receta de hojas de parra rebozadas).